# Estación de Orejo
Orejo es una estación ferroviaria situada en la localidad homónima del municipio español de Marina de Cudeyo (Cantabria). Se encuentra en la bifurcación de la línea de ancho métrico Santander-Bilbao Concordia con el ramal hacia Liérganes.
Forma parte de la red de vía estrecha operada por Renfe Operadora a través de su división comercial Renfe Cercanías AM. Está integrada dentro del núcleo de Cercanías Cantabria al pertenecer a la línea C-3 (antigua F-2 de FEVE), que une Santander con Liérganes. Cuenta también con servicios regionales (línea R-3f de Santander a Bilbao).

## Situación ferroviaria
La estación forma parte de las siguientes líneas férreas:
- Pk. 547,836 de la línea de ferrocarril de vía estrecha que une Ferrol con Bilbao, en su sección de Santander a Orejo.[1]
- Pk. 101,400 de la línea de ferrocarril de vía estrecha de Bilbao a Santander.[1]
- Pk. 017,087 de la línea de ferrocarril de vía estrecha de Santander a  Solares y Liérganes.[1]

La estación se encuentra a 25 metros de altitud.
La estación se encuentra en la bifurcación de la línea de ancho métrico de Santander - Bilbao con el Ramal Orejo-Liérganes. El tramo proveniente de Santander es de vía única está electrificado a 1500 voltios CC. La continuación de la línea general hacia Bilbao es de vía única también, pero está sin electrificar. El ramal hacia Liérganes es de vía única y esta electrificado a 1500 voltios CC. Todos ellos tienen bloqueo automático con CTC.

## Historia
La estación fue construida por la Compañía del Ferrocarril de Santander a Solares, cuya línea fue abierta a la explotación el 3 de marzo de 1892 en ancho ibérico. Posteriormente, Orejo fue el lugar seleccionado en la línea para la conexión con el tramo de enlace con el Ferrocarril del Cadagua, de ancho métrico. De 78 km de longitud y ancho métrico permitiría la conexión ferroviaria entre Santander y Bilbao. Comenzado por la Compañía del Ferrocarril de Zalla a Solares fue concluido por la Compañía de los Ferrocarriles de Santander a Bilbao, empresa constituida el 1 de julio de 1893, por fusión de las tres compañías (Santander-Solares, Zalla-Solares y Cadagua).
Para completar el trazado entre Santander y Bilbao en un mismo ancho se decidió estrechar el de la línea Santander-Solares. La operación se completó la noche del 19 al 20 de junio de 1896 con la sustitución de los aparatos de vía. El 6 de julio fue inaugurada oficialmente la línea entre Santander y Bilbao.
El 9 de febrero de 1956 ocurrió un accidente con 5 muertos y varios heridos en la estación. Un tren de viajeros de Santander a Liérganes arrastró un vagón de mercancías descarrilado hasta que colisionó con un puente.
En 1962 el Estado asume la explotación de las líneas del Santander-Bilbao, a través de FEVE a partir de 1965.
A inicios de los años 1980 fue dotada con una subestación eléctrica para la electrificación de los 26 km de vía única entre Santander y Liérganes, completada en octubre de 1981.
El 5 de mayo de 1982 a 1 km de la estación en dirección a Heras colisionaron frontalmente dos trenes de pasajeros entre Santander y Liérganes provocando 4 muertos y 22 heridos. Ambos servicios solían efectuar el cruzamiento en la estación de Heras.
La gestión se mantuvo en manos de FEVE hasta el año 2013, momento en el cual la explotación fue atribuida a Renfe Operadora y las instalaciones a Adif.
A la fecha de extinción de Feve la estación mantenía el mando local en la línea de Bilbao y con bloqueo automático y CTC desde el puesto de mando de Santander en la línea de Santander a Liérganes. El bloqueo automático y CTC de Orejo a Carranza no se completó hasta 2014.

## La estación
Las instalaciones constan de un edificio de viajeros situado dentro de la playa de vías de la estación entre las vías 1 y 2. Para el servicio de viajeros cuenta con tres vías de circulación y dos andenes, uno central y otro lateral. El andén central, n.º 1, de 89 m de longitud, da servicio a las vías 1 y 2. La vía 3 está servida por el andén n.º 2, lateral y de 80 m de longitud. Además, existe una vía de mango, la 5.
La longitud de la vía 3 permitiría el cruce de los trenes de mercancías de la línea Santander-Bilbao entre El Berrón y Aranguren con longitud máxima de 309 m, mientras que las vías 1 y 2 permiten el cruce en la línea Santander-Liérganes.

## Servicios ferroviarios

### Regionales
Los trenes regionales que realizan el recorrido Santander - Bilbao (línea R-3f) tienen parada en esta estación. La frecuencia es de trenes diarios por sentido, existiendo un servicio adicional (línea R3a) de lunes a viernes entre Marrón y Santander en ambos sentidos. Los servicios ferroviarios en la relación Bilbao-Santander, para los trayectos regionales, se prestan exclusivamente con composiciones diésel de la serie 2700
| Línea | Origen/Destino | Paradas intermedias | Destino/Origen   |
| --- | -------------- | --- | ---------------- |
| | Santander      | Valdecilla-La Marga · Nueva Montaña · Valle Real · Maliaño-La Vidriera · Astillero · La Cantábrica* · San Salvador* · Heras · Orejo · Puente Agüero · Villaverde de Pontones · Hoz de Anero · Beranga · Gama · Cicero · Treto · Limpias · Marrón · Udalla · Gibaja · Carranza · Villaverde Trucios · Arcentales ·Traslaviña · Mimetiz · Aranguren · Sodupe · Zaramillo · Iráuregui · Zorroza-Zorrozgoiti · Basurto Hospital · Amézola | Bilbao Concordia |
| * En los apeaderos de La Cantábrica y San Salvador sólo efectúan parada los servicios de la línea R3a Santander - Marrón. |                | |                  |

### Cercanías
Forma parte de la línea C-3 (Santander - Liérganes) de Cercanías Cantabria. Ésta tiene, para los trenes que circulan hasta la estación de Solares, un intervalo de paso de 30-60 minutos según la hora en días laborables de lunes a viernes, siendo de 60 minutos sábados, domingos y festivos. Para los trenes que llegan hasta la estación de Liérganes, el intervalo de paso es de 60 minutos de lunes a domingo, incluyendo festivos.